# Yuin

Les Yuins (alias Yuwins, Djiringanjs, Dyirringans, Jeringins ou Juwins) sont des Aborigènes d'Australie vivant sur la côte sud de la Nouvelle-Galles du Sud et qui étaient les premiers propriétaires et les gardiens des terres et des eaux depuis Merimbula jusqu'à Port Jackson

## Pays
Tous les peuples Yuin partagent les mêmes ancêtres qui parlaient comme première langue, un ou plusieurs dialectes Yuins comme le Djiringanj, le Thaua, le Walbanga, ou le Wandandian.
Le pays occupé par leurs ancêtres allait du cap Howe à la Shoalhaven River et à l'intérieur des terres à la cordillère australienne.
Deux tribus principales de Yuins,
- les Walbangas, au nord de nos jours, dans la région de Narooma
- les Dyiringanjs, ou Djiringanj, allaient de Narooma au nord, à Bega au sud et au sommet de la cordillère à l'ouest.

## Histoire
Leur population avant 1788 était estimée à environ 11 000 habitants entre Cape Howe et de la baie de Batemans. Leur population a été réduite à seulement 600 personnes au milieu du XIXe siècle en raison d'épidémies de variole en 1789 et 1830, de batailles tribales et de la propagation de maladies vénériennes par les baleiniers.
Le Comté d'Eurobodalla a signé un accord local avec le peuple Yuin en 1998. En 2001, un protocole d'accord a été signé entre les Conseils locaux aborigènes de Bega, Eden et Merrimans et les membres du conseil du Comté de la vallée Bega